# Пятсавере
Пя́тсавере (ест. Pätsavere küla) — село в Естонії, у волості Ярва повіту Ярвамаа.

## Населення
Чисельність населення в 2014 році становила 2 особи.

## Географія
Через населений пункт проходить автошлях 15162 (Койґі — Пяйнурме).

## Історія
1587 роком датуються перші згадки про село з назвою Petzfer. 1796 року село мало назву Petzawer.
У процесі адміністративної реформи 1977 року село Пятсавере було ліквідовано, а його територія відійшла до села Лягевере.
6 вересня 2014 року село Пятсавере відновлено з частини села Лягевере. До 21 жовтня 2017 року населений пункт входив до складу волості Койґі.